# Adam (drengenavn)
 For alternative betydninger, se Adam. (Se også artikler, som begynder med Adam)
Adam er et drengenavn, som er brugt bl.a. i Bibelen.
Adam er afledt fra hebraisk, hvor det betyder menneske.
Det kan også betyde at være rød og henfører da til den menneskelige hudfarve (europæisk). På assyrisk betyder adamu "at skabe". På hebraisk betyder adamah "jord".[kilde mangler]
På dansk kendes det fra år 1100 og frem.
Lidt over 2700 danskere hedder Adam ifølge Danmarks Statistik. 
Ordet "adam" betyder på persisk: "Menneske".[kilde mangler]

## Kendte personer med navnet
- Adam Duvå Hall, radiovært og komiker.
- Helge Adam Møller, politiker.
- Adam Gottlob Oehlenschläger, digter og forfatter.
- Adam Price, manuskriptforfatter og dramatiker.
- Adam Smith, britisk/skotsk økonom.

## Reference
1. 1 2  Johannes Steenstrup (1918), Mænds og Kvinders Navne i Danmark Gennem Tiderne, København, s. 90, Wikidata  Q105436281
2. ↑  Danmarks Statistiks navneoversigt